# 太亨彻
太亨彻（韓語：태형철，1953年—），一譯太炯哲，北韓政治人物，任職朝鮮勞動黨中央委員會政治局委員、最高人民會議代議員及常任委員會副委員長。

## 生平
太亨彻出生於平壤，是朝鮮人民軍大將太炳烈的兒子。太亨彻後來在金日成綜合大學畢業。完成學業後，他在朝鮮社會科學院當研究員。1990年，獲晉升為社會科學院世界經濟及南南合作研究室室長。1995年，被提拔為副院長。兩年後，接替去世的金錫亨出任為院長。翌年，首次當選為最高人民會議的代議員，並成為常任委員會委員。2003年，成功連任上述兩個職位。在隨後的一年得金日成勛章。
2009年，太亨彻第三次出任代議員和常任委員會委員。次年，入選朝鮮勞動黨中央委員會中央候補委員名單。。2011年12月，最高領導人金正日去世，他成為治喪委員會的委員之一。2012年，太亨彻離任社會科學院院長一職，但同時升為常任委員會的書記長。翌年4月，他被委任為金日成綜合大學校長兼教育委員會高等教育相。2014年3月，又再當選為代議員。2019年4月，離任金日成綜合大學校長兼高等教育相一職，同時獲委任為勞動黨中央委員會政治局委員及最高人民會議常任委員會副委員長。2021年9月29日，卸任最高人民会议常任委员会副委员长职务。

## 資料來源
1. ↑  "<北 대의원도 '세습'…고위층 2세들 줄줄이 당선>(종합)" （页面存档备份，存于） 《韓聯社》 2014 3 11
2. 1 2 3 4 5  .   [2014-05-12]. （原始内容存档于2014-05-12）.
3. ↑  "北， 사회과학원장에 태형철 임명" （页面存档备份，存于） 《東亞日報》 1997 9 2
4. ↑  . 勞動新聞. 2019-04-11  [2019-04-11]. （原始内容存档于2018-09-08） （中文）.
5. ↑  . 勞動新聞. 2019-04-12  [2019-04-12]. （原始内容存档于2018-09-08） （中文）.
6. ↑  .   [2019-04-28]. （原始内容存档于2019-04-28）.